# Ancellotta
Ancellotta (ou Ancelota, em português) é uma casta de uva tinta da espécie Vitis vinifera.
A maior parte da produção desta uva é feita na Itália. Esta uva é utilizada na receita do vinho  tinto Lambrusco, mais especificamente no Lambrusco Salamino di Santa Croce DOC, onde chega a compor 10% da receita e no Lambrusco Reggiano DOC, onde chega a 15%.